# Patelnia

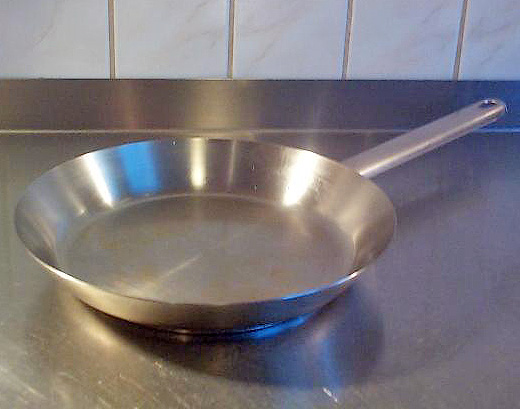
Patelnia ze stali nierdzewnej.

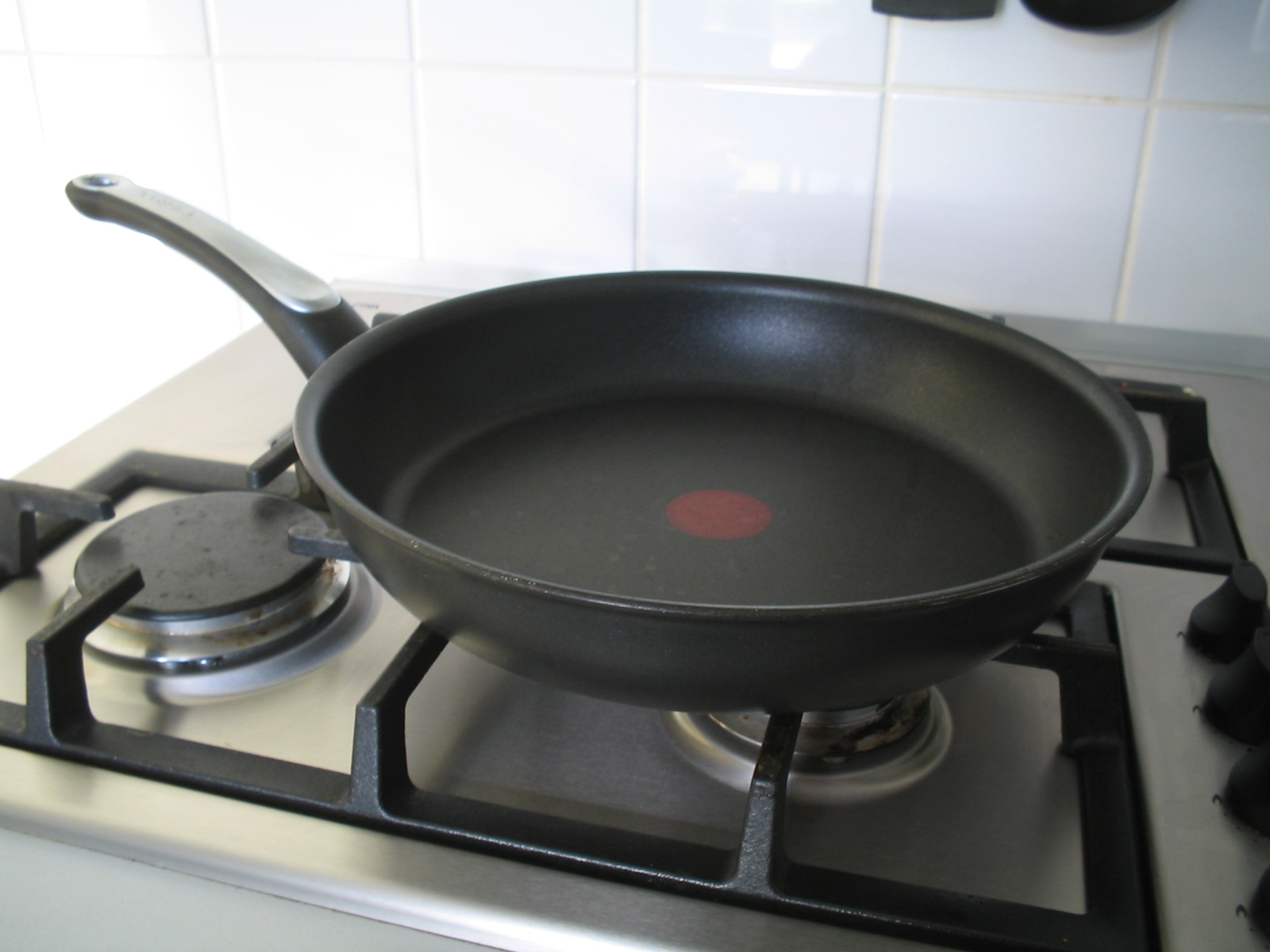
Patelnia na kuchence gazowej

Patelnia – naczynie kuchenne służące do smażenia, pieczenia lub duszenia potraw. Typowa patelnia jest okrągła i płaska, jej średnica wynosi 12–32 cm. Średnicę patelni mierzy się po wewnętrznej stronie bocznych ścianek, w miejscu gdzie nakładana jest pokrywka.

## Wykonanie
Choć stalowe patelnie nadal są używane, obecnie częściej można spotkać patelnie wykonane z innych materiałów, zwłaszcza aluminium (dobrze przewodzi ciepło) i stali nierdzewnej, rzadko – również miedziane. Najczęściej pokryte są teflonem zapobiegającym przywieraniu potraw do powierzchni patelni, choć obecnie coraz popularniejsze stają się patelnie tytanowe, umożliwiające smażenie bez użycia tłuszczu i odporne na zadrapania.

## Rodzaje patelni ze względu na wykonanie
Wyróżniamy patelnie uniwersalne, a także przeznaczone do konkretnych zastosowań: owalne do smażenia ryb, z wgłębieniami do smażenia jajek, o niskim rancie i dużej średnicy do smażenia naleśników. Niektóre patelnie wyglądem przypominają wok, inne z kolei (tzw. patelnie grillowe) posiadają rowki umożliwiające dostęp powietrza do przygotowywanej potrawy także od dołu.